# Ходочашће Арсенија Његована
„Ходочашће Арсенија Његована“ је други роман српског књижевника Борислава Пекића издат 1970. Дело је награђено НИН-овом наградом критике за роман године. Арсеније Његован, главни јунак, предратни је богати Београђанин, рентијер и власник многобројних кућа према којима читавог живота гаји велику страст. Након што је двадесет седам година провео у добровољној изолацији, скривајући се у кући на Косанчићевом венцу, Арсеније излази из свог дома 3. јуна 1968. и сусреће се са послератним, измењеним Београдом. Он и даље не схвата да су му куће одавно одузете и да је његов највећи страх већ остварен.
Роман има форму пронађеног рукописа. Из перспективе главног јунака представљени су неки од најважнијих догађаја из српске историје двадесетог века: мартовске демонстрације 1941, бомбардовања и окупација Београда у Другом светском рату, долазак комуниста на власт, национализација имовине и студентски протести из 1968. Историја је у „Ходочашћу“ иронијска структура која показује како се поновљене секвенце прошлости у животу истога јунака претварају у ругање идеолошким и утопијским пројектима, чија је жртва Арсеније Његован. У таквој улози он постаје протагониста траги-фарсе. Отуд је и слика његовог гордог посртања у судару са историјом коју не разуме и не прихвата у исти мах комична и гротескна.
Поједини ликови из „Ходочашћа Арсенија Његована“ појавиће се у Пекићевим каснијим књижевним остварењима, док ће историјат читаве лозе Њаго/Његован бити предмет седмотомног романа Златно руно. Поводом обележавања педесетогодишњице додељивања НИН-ове награде 2004. „Ходочашће Арсенија Његована“ нашло се на петом месту најбољих романа који су овенчани овом књижевном наградом.